# 费克特·约瑟夫
费克特·约瑟夫（匈牙利語：Fekete József，1923年2月27日—1987年8月4日），匈牙利男子竞技体操运动员。他曾获得1948年夏季奥运会体操比赛男子团体全能铜牌。他也参加了1952年夏季奥运会。